# Blackstads kyrka

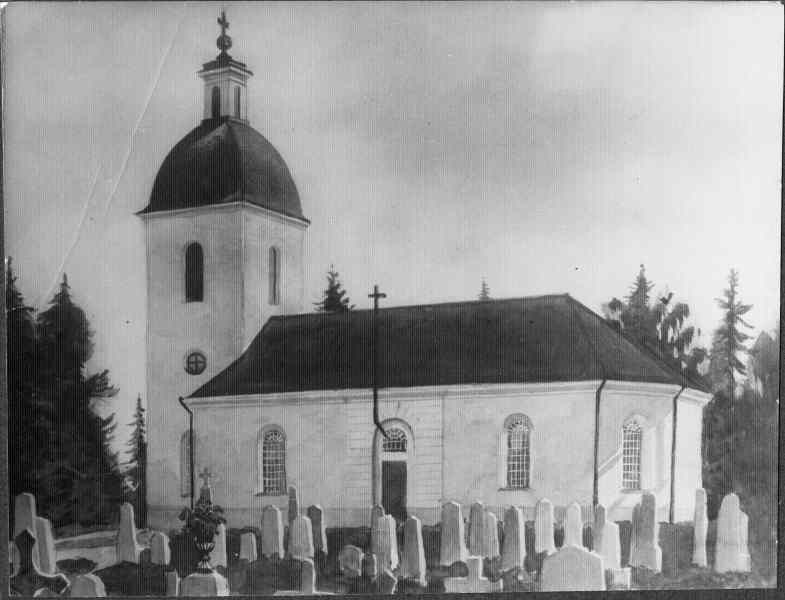
En gammal målning av kyrkan.

Blackstads kyrka är en kyrkobyggnad i Blackstad i Västerviks kommun och tillhör Hallingeberg-Blackstads församling. Den nuvarande kyrkan invigdes år 1793 och är den tredje kyrkan i ordningen i Blackstad. Kyrkan är en typisk gustaviansk landsortskyrka. 

## Kyrkobyggnaden
En medeltida träkyrka brann ner 1618. Därefter uppfördes en ny träkyrka som brann ner på 1780-talet och vars delvis överväxta ruin finns kvar. Den nuvarande kyrkan uppfördes 1788–1790 efter ritningar från 1785 av stiftsbyggmästaren Casper Seurling. År 1793 invigdes kyrkan av biskop Jacob Lindblom under namnet Gustaf Adolfs kyrka.
Kyrkan har genomgått en renovering och återöppnades på första söndagen i advent 2019, av biskop Martin Modéus i Linköpings stift. 

## Inventarier
År 1839 tillkom en ny altaruppsats av Sven Gustaf Lindblom föreställande Korsnedtagningen. År 1909 tillkom en ny altarring och bänkinredningen ändrades 1958

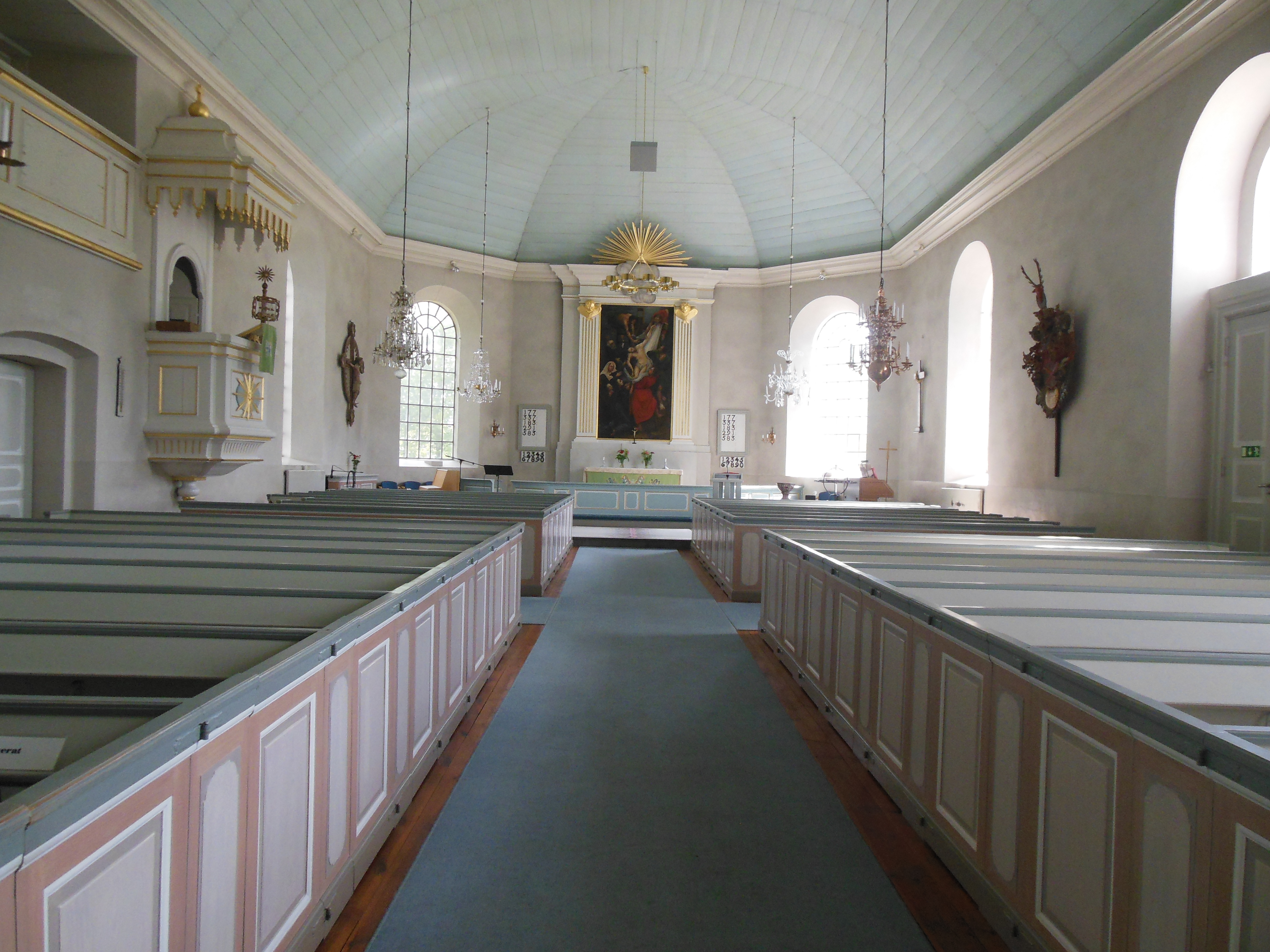
Interiör Blackstads kyrka

Kyrkans två kyrkklockor hänger i tornet. Den lilla klockan är gjuten år 1891 av Johan A. Beckman & Co. Stora klockan omgöts år 1755, samt ännu en gång år 1906 av Johan A. Beckman & Co. 

### Orglar
- 1814 byggde Pehr Schiörlin, Linköping en orgel med tio stämmor.
- 1923 byggde Setterquist & Son Orgelbyggeri ett nytt pneumatiskt verk med bibehållen fasad från 1814 års orgel. År 1966 omdisponeras verket av Jacoby Orgelverkstad.

| Huvudverk I         | Svällverk II        | Pedal           | Koppel    | Övrigt           |
| Bourdun 16’         | Rörflöjt 8’         | Subbas 16' (tr) | I/P       | Registersvällare |
| Principal 8’        | Salicional 8’       |                 | II/P      |                  |
| Flûte harmonique 8’ | Principal 4’        |                 | II/I      |                  |
| Octava 4’           | Flûte octaviante 4’ |                 | I 4'/I    |                  |
| Octava 2’           | Nasard 2 2/3’       |                 | II 16'/II |                  |
| Mixtur 3 chor       | Flöjt 2’            |                 |           |                  |
|                     | Crescendosvällare   |                 |           |                  |